# Calymperes derelictum
Calymperes derelictum är en bladmossart som beskrevs av Thériot och Potier de la Varde 1917. Calymperes derelictum ingår i släktet Calymperes och familjen Calymperaceae. Inga underarter finns listade i Catalogue of Life.